# Plastonomus
Plastonomus is een monotypisch geslacht van spinnen uit de  familie van de Thomisidae (krabspinnen).

## Soort
- Plastonomus octoguttatus Simon, 1903